# Cornelis Evertsen den yngre

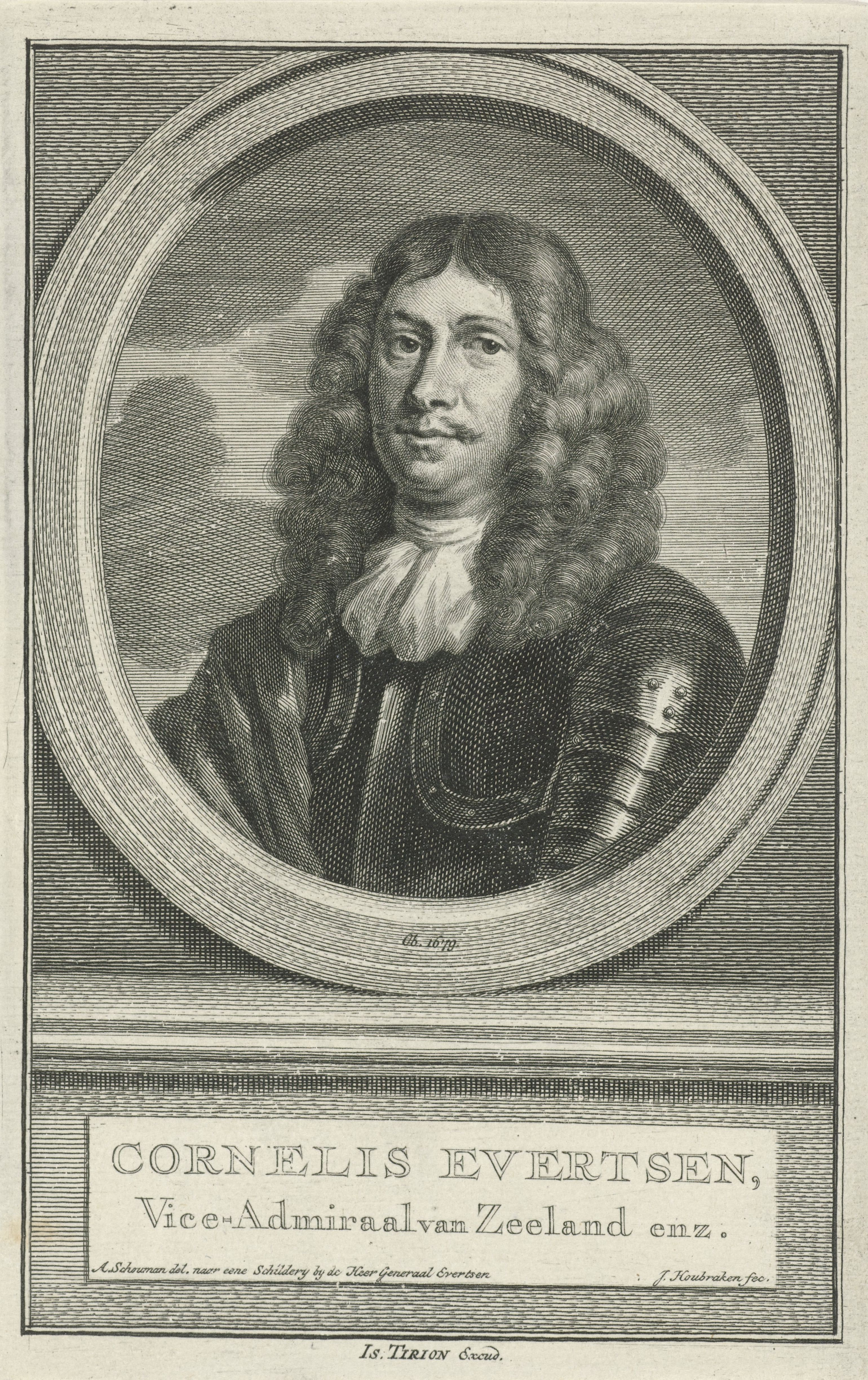
Cornelis Evertsen den yngre.

Cornelis Evertsen den yngre, född den 16 april 1628 i Vlissingen, död där den 20 september 1679, var en nederländsk amiral, son till Johan Evertsen och brorson till Cornelis Evertsen den äldre.
Evertsen blev viceamiral av Zeeland 1666 och uppehöll 1672-74, under Ruiter och van Tromp, den nederländska flaggans anseende i de blodiga sjöstriderna mot Englands och Frankrikes förenade flottor.